# وان سان-جین
وان سان-جین (انگلیسی: Won Sun-jin؛ متولد ۴ ژوئیه ۱۹۷۴) یک تکواندوکار اهل کره جنوبی است.
وی در مسابقات قهرمانی تکواندو جهان ۱۹۸۹ در سئول موفق به کسب مدال طلا در دسته مگس‌وزن (سبک‌وزن) شد. در مسابقات قهرمانی تکواندو جهان ۱۹۹۳ در شهر نیویورک مدال برنز را در دسته خروس‌وزن (سبک‌وزن) و در مسابقات قهرمانی تکواندو جهان ۱۹۹۵ در مانیل مدال طلا را در دسته خروس‌وزن از آن خود کرد.